# Aristolochia zhongdianensis
Aristolochia zhongdianensis är en piprankeväxtart som beskrevs av J.S. Ma. Aristolochia zhongdianensis ingår i släktet piprankor, och familjen piprankeväxter. Inga underarter finns listade i Catalogue of Life.